# ネイキッド・カウボーイ

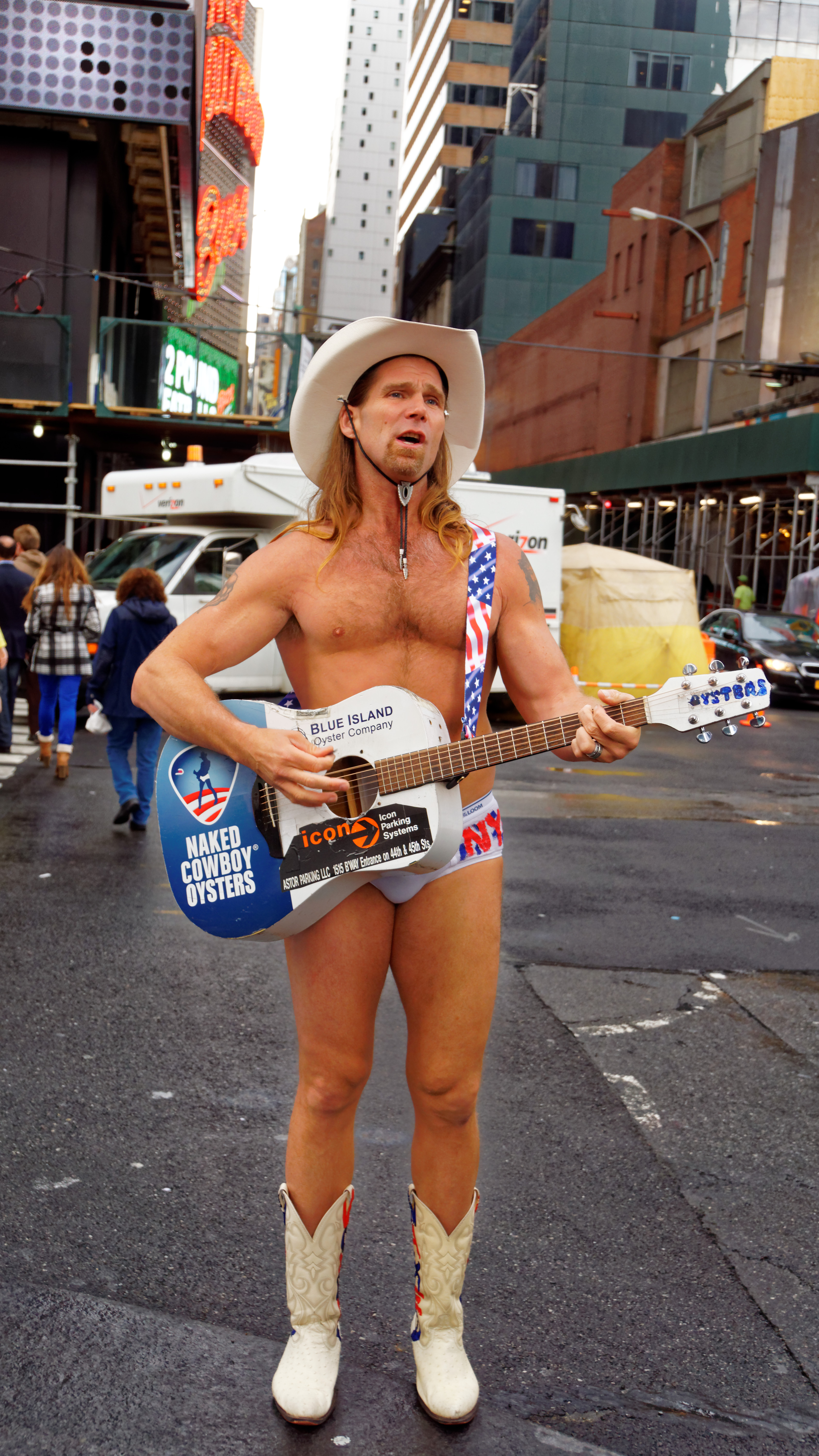
ネイキッド・カウボーイ

ネイキッド・カウボーイ（The Naked Cowboy）の芸名で知られるロバート・ジョン・バーク（Robert John Burck、1970年12月23日 - ）は、主にニューヨークタイムズスクエアで活動するパフォーマンスアーティスト。

## 経歴
オハイオ州シンシナティ出身。
2009年7月21日、ニューヨーク市長選挙に立候補を表明するも落選。さらに2010年10月6日には、2012年アメリカ合衆国大統領選挙への出馬を表明した。
2013年に結婚。妻はメキシコ人で結婚当時、不法移民であったが、後にアメリカの永住権を得ている。夫婦で一緒にネイキッド・カウボーイ、ネイキッド・カウガールとしてパフォーマンスを行うこともある。

## パフォーマンス
ブリーフ姿でカウボーイブーツとカウボーイハットのみ着用し、アコースティック・ギターを演奏することで知られる。
タイムズスクエア以外で活動することもあり、2006年4月には渋谷に現れた。
2020年、新型コロナウイルスの感染が拡大する中でもタイムズスクエアでパフォーマンスを連日行った。当時は星条旗をモチーフにしたマスクをしていたが、2021年にはマスクを外してパフォーマンスを行っている。
2021年2月1日、ニューヨークは大雪のため非常事態宣言が発出されていたが、ブリーフ姿でタイムズスクエアに現れてパフォーマンスを実施。ニュース映像として世界中に配信された。。
2021年3月6日、フロリダ州デイトナビーチで開催されたモーターバイクの祭典「バイクウィーク」会場に現れてパフォーマンスを実施。観客が紙幣をギターのサウンドホールに入れた行為が警察官に「物乞い」と見做され警告を受け、これに抗議すると公務執行妨害で逮捕された。

### 類似行為への抗議
2010年、同じような格好で活動していたネイキッド・カウガール（前述の妻とは異なる）を相手取り、著作権侵害や不当競争でも訴えたが、類似行為を行う女性は、その後も出没している。